# Mega Man 9
Mega Man 9 (Rockman 9: Yabō no Fukkatsu!! (ロックマン9 野望の復活!!, Rokkuman Nain Yabō no Fukkatsu!!) est un jeu d'action-plate-formes développé par Inti Creates et édité par Capcom le 22 septembre 2008 uniquement en téléchargement par Capcom sur Wii (WiiWare), PlayStation 3 (PlayStation Network), Xbox 360 (Xbox Live Arcade), et téléphone mobile. C'est le neuvième jeu de la série principale de Mega Man,,,,,,,.

## Trame
À la suite de la dernière défaite du Dr.Wily, le monde connut une longue période de paix. Un jour cependant, des robots se détraquèrent et commencèrent à attaquer la ville. En regardant les images fournies par le journal télévisé, Mega Man reconnut immédiatement les robots créés par le professeur Light. C'est alors que Wily interrompit le programme pour clamer son innocence ; accuser son rival, vidéo à l'appui, d'être la cause de tous ces troubles, pour finalement faire un appel aux dons, afin de construire ses propres robots capables de détruire ceux du professeur Light.
Mega Man va alors reprendre du service, malgré son manque d'entrainement, afin de prouver l'innocence de son créateur, et révéler les plans de Wily.

## Système de jeu

### Généralités
Mega Man 9 est un jeu d'action-plates-formes, reprenant la formule classique de la série formule Mega Man. Après les refontes graphiques et techniques complètes opérées dans Mega Man 7, Mega Man 8 et Mega Man and Bass, le neuvième volet revient au style 8 bit des anciens épisodes sortis sur NES. Le jeu puise son inspiration directement dans les premiers jeux de la série, et plus particulièrement Mega Man 2. Mega Man n'est ainsi plus capable de glisser (faculté apportée dans Mega Man 3) ni de charger de tir (à compter de Mega Man 4), mais peut toujours compter sur son fidèle chien Rush, disposant des fonctions Rush Coil (ressort) et Rush Jet.
Mega Man 9 revient également à la formule classique de sélection des niveaux, telle qu'elle a été instaurée dans Mega Man 2. Mega Man doit ainsi affronter huit nouveaux Robot Masters, dont le premier Robot Master féminin dans la série classique, Splash Woman. Une fois les huit robots vaincus, Mega Man pourra pénétrer dans la forteresse de Wily, composée de quatre niveaux.
Le joueur peut toujours accéder à la boutique à partir de l'écran de sélection des robots, et ainsi acheter de précieux objets (réservoir d'énergie, vie supplémentaire, meilleure protection, possibilité d'enlever le casque...) en l'échange de boulons que l'on peut trouver disséminés dans les différents niveaux.
Mega Man 9 comprend, outre le jeu principal, un mode de jeu supplémentaire, le contre-la-montre, permettant de rejouer tous les niveaux déjà terminés afin de réaliser le meilleur temps de complétion.
Le jeu propose également cinquante défis, que le joueur pourra réaliser durant une partie de jeu normale. La liste comprend notamment des défis tels que finir le jeu, terminer un niveau sans détruire un seul ennemi à l'exception du Robot Master, ne pas perdre une vie, ou ne pas avoir été touché une seule fois de toute la partie. Les autres modes de jeu ne peuvent être débloqués qu'en téléchargeant du contenu additionnel payant.
Fake Man est le boss du niveau spécial, disponible en téléchargement. Il est le serviteur du docteur Wily dans le jeu principal.

## Contenu additionnel
Mega Man 9 propose du contenu additionnel payant en téléchargement. Dans le mode Proto Man le joueur incarne Proto Man à la place de son jeune frère Mega Man. Proto Man peut effectuer des glissades et charger son tir, mais encaisse le double de dégâts. Dans ce mode, il n'est également plus possible d'accéder à la boutique. Le mode infini est un niveau sans fin, composé de plus d'une trentaine de séquences de jeu différentes. Le but est de traverser le plus d'écrans possible. Tous les trente écrans, il faudra affronter un des huit Robots Masters. Le joueur dispose de toutes les armes du jeu. Le mode héros est une difficulté supplémentaire pour le mode de jeu principal. Le déroulement ne change pas, mais la disposition des ennemis et des pièges a été modifiée. Le mode super héros est plus difficile encore que le mode héros. Le niveau spécial est un stage supplémentaire, dont le Robot Master est Fake Man, disponible uniquement dans le mode contre-la-montre.

## Développement
Keiji Inafune, producteur de nombreux jeu Mega Man, a lui-même signé les designs de Plug Man et Splash Woman. Les autres Robots Masters ont été imaginés par des membres de l'équipe d'Inti Creates. Hornet Man devait être initialement une femme, mais il a été décidé qu'une seule femme Robot Master sera finalement conservée. Keiji Inafune justifie son choix des limitations techniques de la 8 bit (sons et graphismes) afin de revenir aux fondamentaux de la série classique, et suivre la mode actuelle du retrogaming.

## Accueil
Dans une liste établie le 19 juillet 2011, IGN classe Mega Man 9 cinquième meilleur jeu de la plate-forme WiiWare.